# Верхние Котицы
Верхние Котицы — деревня в Осташковском городском округе Тверской области. 

## География
Деревня расположена на берегу озера Селигер в 13 км на юго-восток от города Осташкова.

## История
В конце XVIII и в первой половине XIX века село Верхние Котицы принадлежало помещикам Елчаниновым. Казанская церковь в селе построена на средства вдовы полковника Елчанинова — Прасковии Авраамовны. Разрешение на ее строительство было дано в 1774 году. Строительство церкви растянулось на долгие годы. В 1789 году был освящен только придел, а сам храм — в 1803 году. 
В конце XIX — начале XX века село входило в состав Зехновской волости Осташковского уезда Тверской губернии. 
С 1929 года деревня Верхние Котицы входила в состав Сиговского сельсовета Осташковского района Великолукского округа Западной области, с 1935 года — в составе Калининской области, с 1994 года — в составе Сиговского сельского округа, с 2005 года — в составе Сиговского сельского поселения, с 2017 года — в составе Осташковского городского округа.

## Население
| 1859 | 1889 | 2002 | 2008 | 2010 |
| ---- | ---- | ---- | ---- | ---- |
| 17   | ↗22  | ↘9   | ↗11  | ↗16  |

## Достопримечательности
В деревне расположена действующая Церковь Казанской иконы Божией Матери (1803).